# Acantharctia mundata
Acantharctia mundata is een vlinder van de familie van de spinneruilen (Erebidae), van de onderfamilie van de beervlinders (Arctiinae). De wetenschappelijke naam van deze soort is voor het eerst voorgesteld als Halysidota mundata door Francis Walker in een publicatie uit 1865.

## Verspreiding
De soort komt voor in Senegal, Gambia, Sierra Leone, Ivoorkust, Ghana, Nigeria, Gabon, Congo-Kinshasa, Oeganda, Kenia en Malawi.

## Waardplanten
De rups leeft op Coffea sp. (Rubiaceae), Commelina sp. (Commelinaceae), Erythrina abyssinica (Fabaceae), Gossypium sp. (Malvaceae), Moerbei sp. (Moraceae), Solanum sp. (Solanaceae).